# Periquito-de-mulga
O Periquito-de-Mulga (Psephotellus varius) é endêmico de matagais áridos e pastagens levemente arborizadas no interior do sul da Austrália.

### Cited texts
- Higgins, P.J. (1999). Handbook of Australian, New Zealand and Antarctic Birds. Volume 4: Parrots to Dollarbird. Melbourne, Victoria: Oxford University Press. ISBN 978-0-19-553071-1